# Black Star

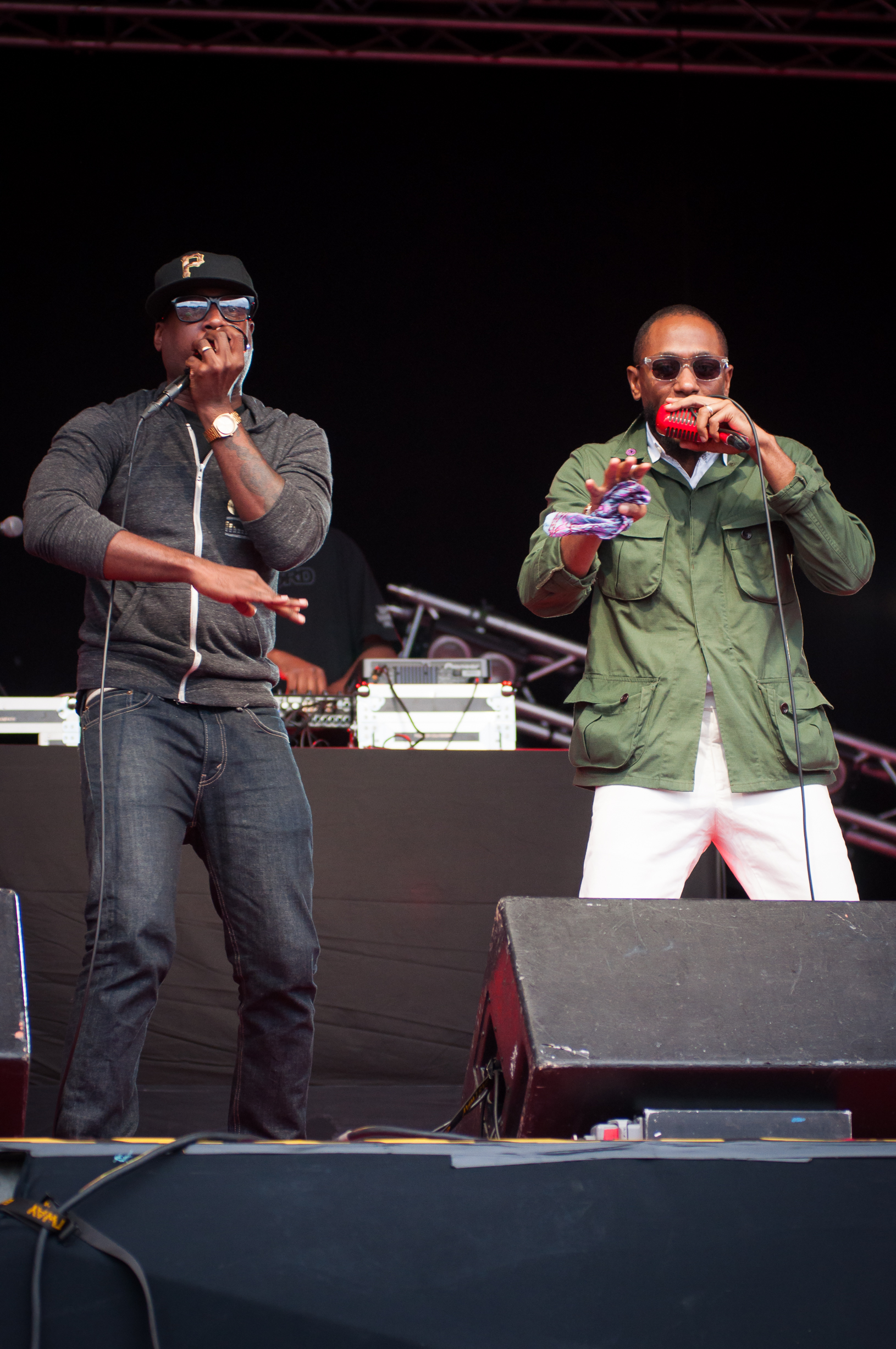
Blackstar en 2012

Black Star es un dúo de hip hop underground formado por los MC's Mos Def y Talib Kweli. El DJ Hi-Tek está afiliado con el grupo, quién formó el dúo Reflection Eternal con Kweli para el álbum Train of Thought, además de producir todos los temas del disco de Black Star. 

## Historia
Black Star es parte de Native Tongues Posse, un colectivo que contiene, entre otros raperos o grupos, a De La Soul, A Tribe Called Quest, The Jungle Brothers, Da Bush Babees y Common.
Black Star se formó a finales de los 90, bajo el sello Rawkus Records, un sello discográfico independiente de Nueva York. Solo han lanzado un álbum, titulado igual que el dúo. Aunque el álbum alcanzara poco éxito comercial, ellos (y otros miembros de Native Tongues Posse) ayudaron a que el hip hop undeground se hiciera más popular en el país. Ambos miembros del dúo han continuado sus carreras en solitario, siendo tan exitosas tanto en el terreno comercial como en lo crítico.
En 2005, Mos y Kweli aparecían en la película Dave Chappelle's Block Party, junto con Jill Scott, dead prez y The Fugees, The Roots, Bilal, Erykah Badu entre otros. También grabaron una nueva canción, "Born & Raised", para la banda sonora.

## Álbumes
Mos Def y Talib Kweli han realizado numerosas grabaciones antes y después de su álbum de debut, pero aún tienen que grabar un segundo como dúo. Aunque no se haya confirmado oficialmente (debido en parte a que Mos Def tiene una carrera como actor bastante exitosa y aparece en varias producciones de Hollywood en 2006), todavía no existen rumores de cuando saldrá a la luz el segundo álbum.
Actualmente Talib Kweli trabaja en lo que sería el segundo álbum de Reflection Eternal junto a su compañero Hi-Tek, llamado Revolutions Per Minute.
Según la página web TheSituation.co.uk, Talib Kweli ha confirmado que un nuevo álbum de Black Star está en proyecto.

## Discografía

### Álbumes de Black Star
- 1998 Black Star

### Singles
- 1998 Definition
- 1998 Respiration